# Tacoma Speedway
O Tacoma Speedway foi um circuito oval localizado na cidade de Tacoma, no estado de Washington, nos Estados Unidos com 2 milhas (3,2 km) de comprimento feito com piso de madeira, foi inaugurado em 1914 e foi destruído por um incêndio em 1922, em sua época era o segundo oval mais rápido do mundo, atrás somente do Indianapolis Motor Speedway, atualmente o local abriga o campus de uma faculdade.